# Darvis Patton
Darvis Darell Patton, detto Doc (Dallas, 4 dicembre 1977), è un ex velocista statunitense, due volte campione mondiale della staffetta 4×100 metri.

## Palmarès
| Anno | Manifestazione      | Sede           | Evento      | Risultato  | Prestazione | Note                                    |
| ---- | ------------------- | -------------- | ----------- | ---------- | ----------- | --------------------------------------- |
| 2003 | Mondiali            | Saint-Denis    | 200 m piani | Argento    | 20"31       |                                         |
| 2003 | Mondiali            | Saint-Denis    | 4×100 m     | Oro        | 38"06       |                                         |
| 2004 | Giochi olimpici     | Atene          | 4×100 m     | Argento    | 38"08       | [ 1 ]                                   |
| 2007 | Giochi panamericani | Rio de Janeiro | 100 m piani | Argento    | 10"17       |                                         |
| 2007 | Giochi panamericani | Rio de Janeiro | 4×100 m     | Bronzo     | 38"88       |                                         |
| 2007 | Mondiali            | Osaka          | 4×100 m     | Oro        | 37"78       | Miglior prestazione mondiale stagionale |
| 2008 | Giochi olimpici     | Pechino        | 100 m piani | 8º         | 10"03       |                                         |
| 2008 | Giochi olimpici     | Pechino        | 4×100 m     | Batteria   | dnf         |                                         |
| 2009 | Mondiali            | Berlino        | 100 m piani | 8º         | 10"34       |                                         |
| 2009 | Mondiali            | Berlino        | 4×100 m     | Batteria   | dq          |                                         |
| 2011 | Mondiali            | Taegu          | 200 m piani | Semifinale | 20"72       |                                         |
| 2011 | Mondiali            | Taegu          | 4×100 m     | Finale     | dnf         |                                         |
| 2012 | Giochi olimpici     | Londra         | 4×100 m     | dq         | 37"04       | [ 2 ]                                   |

## Campionati nazionali
- 2 volte campione nazionale dei 200 m piani (2002, 2003)

## Altre competizioni internazionali
2003
- 4º alla World Athletics Final ( Monaco), 200 m piani - 20"46

2009
- Bronzo alla World Athletics Final ( Salonicco), 100 m piani - 10"00